# سيفروكسادين
سيفروكسادين (Cefroxadine) هو INN الأسماء التجارية له Oraspor و Cefthan-DS مشتق جديد للسيفالوسبورين فعّال فموياً.
طيف الفعالية المضاد للبكتيريا للسيفروكسادين مماثل للـ سيفالكسين ، ولكن السيفروكسادين أكثر فعالية ضد الاشريكية القولونية Escherichia coli والكلبسيلا الرئوية Klebsiella pneumonia.
أنه متاح في إيطاليا.
سيفروكسادين (CXD) هي دي هايدرو فينيل جلايسين مشتق من حمض 7-امينو - سيفالوسبورانيك المحورة تركيبيا وبنيويا ذات الصلة بCEX، ولكن يمتلك خصائص مضادة البكتيريا التي تميزه عن CEX

## التخليق
سيفروكسادين يمكن تخليقه من خلال عدة طرق إعداد، بما في ذلك واحدة فيها إنول مع ديازوميثان كخطوة رئيسية. يبدأ المسار البديل الأكثر مشاركة ومتاح بسهولة فينوكسي ميثيل بنسلين سلفوكسيد بنز هايدرل استر (1).

تحضير مشتق السيفالوسبورين النشط عن طريق الفم .: